# Jean-François Yvon
Pas d'image ? Cliquez ici
Jean-François Yvon, né le 24 novembre 1958 au Mans, est un pilote automobile français. il a participé à douze reprises aux 24 Heures du Mans, entre 1984 et 2011.

## Carrière
Il connaît sa première participation aux 24 Heures du Mans lors de l'édition 1984. Au volant d'une BMW M1, il se classe quatorzième au général mais surtout termine premier de la catégorie B. Ce sera sa seule victoire dans la classique mancelle.
À l'occasion des 24 Heures du Mans 2009, il se classe au troisième rang de la catégorie LMP2 avec l'écurie Oak Racing,.
L'année suivante, il pilote de nouveau pour Oak Racing aux 24 Heures du Mans,.

## Résultats aux 24 Heures du Mans
Résultats de Jean-François Yvon aux 24 Heures du Mans,,, :
| Année | Équipe                       | Équipiers                          | Voiture                       | Catégorie | Tours | Pos. | Pos. cat. |
| ----- | ---------------------------- | ---------------------------------- | ----------------------------- | --------- | ----- | ---- | --------- |
| 1984  | Helmut Gall                  | Philippe Dagoreau Pierre de Thoisy | BMW M1                        | B         | 292   | 14e  | Vainqueur |
| 1985  | Primagaz                     | Yves Courage Alain de Cadenet      | Cougar C12-Porsche            | C1        | 279   | 20e  | 15e       |
| 1986  | Gebhardt Motorsport          | Stanley Dickens Pierre de Thoisy   | Gebhardt JC853-Ford Cosworth  | C1        | 68    | Abd. | Abd.      |
| 1987  | Roland Bassaler              | Yves Hervalet Hervé Bourjade       | Sauber SHS C6-BMW             | C2        | 257   | Abd. | Abd.      |
| 1988  | Roland Bassaler              | Roland Bassaler Remy Pochauvin     | Sauber SHS C6-BMW             | C2        | 53    | Abd. | Abd.      |
| 1992  | Courage Compétition          | Tomás Saldaña Denis Morin          | Courage C28LM-Porsche         | C3        | 142   | Abd. | Abd.      |
| 1993  | Courage Compétition          | Jean-Louis Ricci Pierre Yver       | Courage C28LM-Porsche         | C2        | 343   | 11e  | 6e        |
| 1994  | Welter Racing                | Hervé Regout Jean-Paul Libert      | Welter Racing WR LM93-Peugeot | LMP2      | 86    | Abd. | Abd.      |
| 2000  | Didier Bonnet Racing         | Patrick Lemarié Yann Goudy         | Debora LMP2000-BMW            | LMP675    | 24    | Abd. | Abd.      |
| 2009  | Oak Racing Team Mazda France | Richard Hein Jacques Nicolet       | Pescarolo 01-Mazda            | LMP2      | 325   | 20e  | 3e        |
| 2010  | Oak Racing                   | Richard Hein Jacques Nicolet       | Pescarolo 01-Judd             | LMP2      | 341   | 9e   | 4e        |
| 2011  | Oak Racing                   | Richard Hein Jacques Nicolet       | Oak Pescarolo 01-Judd         | LMP1      | 119   | Abd. | Abd.      |